# Carl E. Mapes

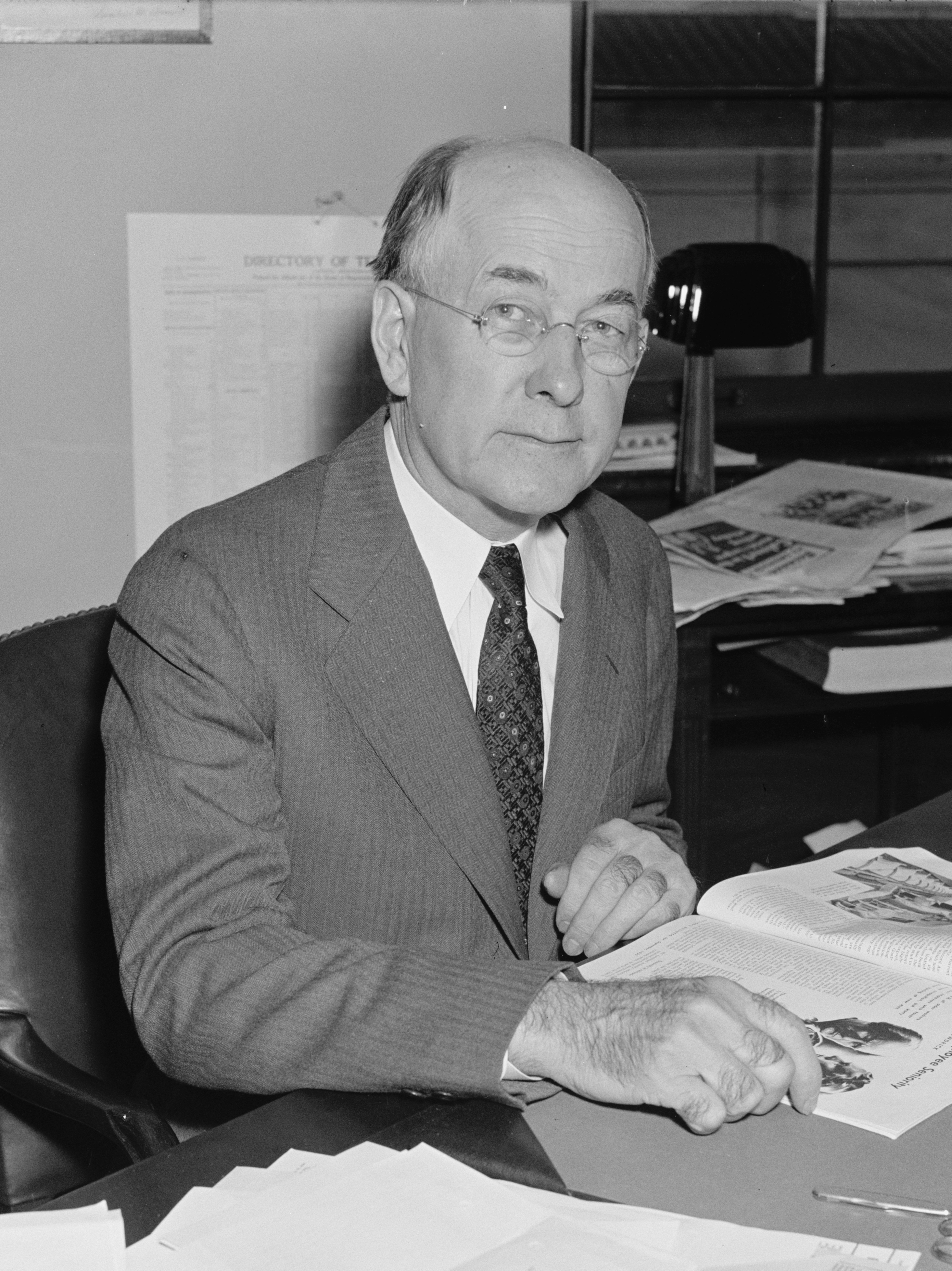
Carl E. Mapes

Carl Edgar Mapes (* 26. Dezember 1874 bei Kalamo, Eaton County, Michigan; † 12. Dezember 1939 in New Orleans, Louisiana) war ein US-amerikanischer Politiker. Zwischen 1913 und 1939 vertrat er den Bundesstaat Michigan im US-Repräsentantenhaus.

## Werdegang
Carl Mapes besuchte die öffentlichen Schulen seiner Heimat und das Olivet College, das er im Jahr 1896 absolvierte. Nach einem anschließenden Jurastudium an der University of Michigan in Ann Arbor und seiner im Jahr 1899 erfolgten Zulassung als Rechtsanwalt begann er in Grand Rapids in seinem neuen Beruf zu  arbeiten. Zwischen 1900 und 1904 war er stellvertretender Staatsanwalt im Kent County.
Politisch wurde Mapes Mitglied der Republikanischen Partei. Von 1905 bis 1907 saß er als Abgeordneter im Repräsentantenhaus von Michigan; zwischen 1909 und 1913 gehörte er dem Staatssenat an. Bei den Kongresswahlen des Jahres 1912 wurde Mapes im fünften Wahlbezirk von Michigan in das US-Repräsentantenhaus in Washington, D.C. gewählt, wo er am 4. März 1913 die Nachfolge des Demokraten Edwin F. Sweet antrat. Nach 13 Wiederwahlen konnte er bis zu seinem Tod im Dezember 1939 im Kongress verbleiben. In diese Zeit fiel unter anderem der Erste Weltkrieg. Während Mapes' Zeit im Kongress wurden dort der 16., der 17., der 18., der 19., der 20. und der 21. Verfassungszusatz verabschiedet. Zwischen 1933 und 1939 wurden die meisten der New-Deal-Gesetze der Bundesregierung unter Präsident Franklin D. Roosevelt beraten und in Kraft gesetzt. Mapes' Partei stand diesen Reformen aber eher kritisch bis ablehnend gegenüber. Zwischen 1919 und 1921 war Mapes Vorsitzender des Ausschusses zur Verwaltung des Bundesbezirks District of Columbia.
Er starb am 12. Dezember 1939 in New Orleans und wurde in Grand Rapids beigesetzt. Sein Abgeordnetenmandat fiel bei einer Nachwahl an seinen Parteikollegen Bartel J. Jonkman. Carl Mapes war mit Julia Pike (1874–1948) verheiratet, mit der er vier Kinder hatte.